# 과나하니섬

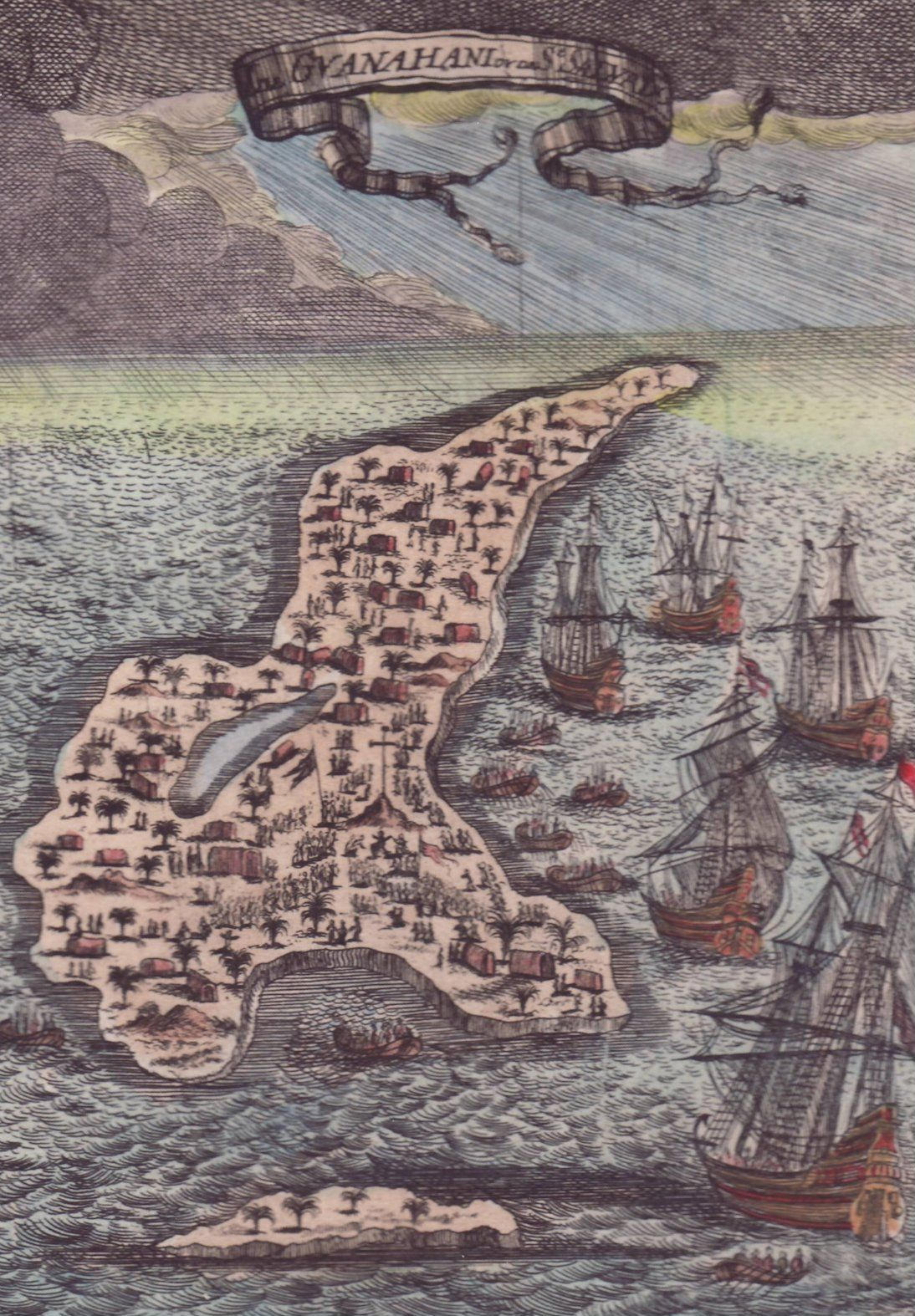

과나하니섬(스페인어: Guanahani)은 크리스토퍼 콜럼버스가 1492년 10월 12일 아메리카에 처음 도달한 섬을 원주민들이 부르던 이름이다. 콜럼버스는 이 섬을 "산살바도르"라고 이름붙였다. 과나하니 섬의 위치에 대해서는 여러 설이 존재한다.